# Fanfan la Tulipe (film din 1925)
Fanfan la Tulipe este un film de aventuri francez din 1925 regizat de René Leprince după un scenariu de Pierre-Gilles Veber. În rolurile principale interpretează actorii Aimé Simon-Girard, Simone Vaudry și Jacques Guilhène.

## Acțiune
Acțiunea filmului are loc în Franța prin secolul al XVIII-lea. Țiganca Adeline îi prezice aventurierului Fanfan că el se va căsători cu fiica regelui Ludovic al XV-lea al Franței. Ca urmare Fanfan, care avusese nenumărate amante cărora le promisese căsătoria, se înrolează în armata franceză. Ordinea din armată nu este pe placul aventurierului, el caută să dezerteze dar este prins și arestat. Un ofițer caută să se răzbune pe aventurierul care i-a sedus iubita, Fanfan însă reușește să evadeze în mod spectaculos din închisoare.

## Distribuție
- Aimé Simon-Girard ca Fanfan la Tulipe
- Simone Vaudry ca Perrette
- Jacques Guilhène ca Ludovic al XV-lea al Franței
- Claude France ca Madame de Pompadour
- Pierre de Guingand ca Marquis d'Aurilly
- Renée Héribel ca Mme Favart
- Paul Guidé ca Chevalier de Lurbeck
- Alexandre Colas ca Le maréchal de Saxe
- Jean Peyrière ca M. Favart
- Paul Cervières ca Fier-à-Bras
- Jean Demerçay ca Duc de Cumberland
- Mario Nasthasio ca Marquis d'Argenson